# کاراکایا (ایسجه‌حصار)
کاراکایا (به ترکی استانبولی: Karakaya) یک منطقهٔ مسکونی در ترکیه است که در ایسجه‌حصار واقع شده‌است.